# Fritz Kiölling
Fritz Kiölling (ur. 3 marca 1896 w Bollnäs, zm. 3 czerwca 1976) – szwedzki lekkoatleta.

## Kariera
Na Letnich Igrzyskach Olimpijskich 1920 odpadł w eliminacjach biegu na 1500 metrów, zajmując w swej grupie 4. miejsce.